# Тиаре
Тиаре, или Гардения таитянская (лат. Gardenia taitensis) — вид растений из рода гардения семейства Мареновые.

## Описание
Вид встречается на островах Полинезии: Фиджи, Ниуэ, Самоа, Тонга, Вануату, островах Уоллис-Футуна.Культивируется на многих других островах Тихого океана включая Гавайи. Цветок этого растения является символом Таити. Представляет собой кустарник с ломкими ветвями и белыми душистыми цветками. Растение используются для приготовления косметики, а также как лекарственное растение для лечения инфицированных ран, дерматозов, ушибов, кожных абсцессов и кожных аллергий.
Нередко нота тиаре выступает в качестве основной и даже выносится в название аромата (к примеру, в парфюмах Ormonde Jayne Tiare, Montale Intense Tiare).

## Тиаре в искусстве
Цветок в волосах женщины на картине Поля Гогена «Женщина с цветком» (Vahine no te Tiare) — именно гардения таитянская.